# Pyrénées FM
Pyrénées FM est une station de radio française créée en 2004, couvrant quatre départements de l'est des Pyrénées.

## Historique
Radio Montaillou Pyrénées a été créée en 2004 sous l'impulsion de son président-fondateur Jean Clergue ancien de Radio Andorre et TDF (Télédiffusion de France).
Le 1er juillet 2014, elle prend le nom de « Pyrénées FM » et garde le slogan : « La radio des vallées », qui a également été l'ancien nom de Sud Radio. Elle adopte un logo similaire à celui de Toulouse FM. Elle installe ses studios à Toulouse dans les locaux de Média Meeting-Toulouse FM, route d'Espagne, et quitte ce groupe en décembre 2019 pour s'installer dans de nouveaux studios à Ramonville. La radio conserve son siège social et ses studios historiques à Montaillou et ouvre en 2021 de nouveaux locaux à Font-Romeu,,,.

## Grilles des Programmes
Parmi les rubriques qui rythme la grille on retrouve: « Le réveil des Pyrénées », « Au cœur des Pyrénées », « Le grand bol d'air », « Les mystères de Pyrène » ou « La bodega ».

## Identité de la station (logos)

Logo de Radio Montaillou Pyrénées jusqu'en 2014
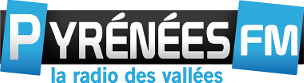
Logo de Pyrénées FM depuis le 1er juillet 2014 jusqu'en 2016
Depuis 2016

## Diffusion et Fréquences
Pyrénées FM, radio de catégorie B émet sur la bande FM dans les départements suivants : Ariège, Aude, Haute-Garonne, Pyrénées-Orientales, et dans la principauté d'Andorre. La radio dispose de 12 émetteurs. En DAB+ à Toulouse et environ, Perpignan et environ, Bayonne et Pau ainsi qu'à Barcelone.